# Isabel Serra

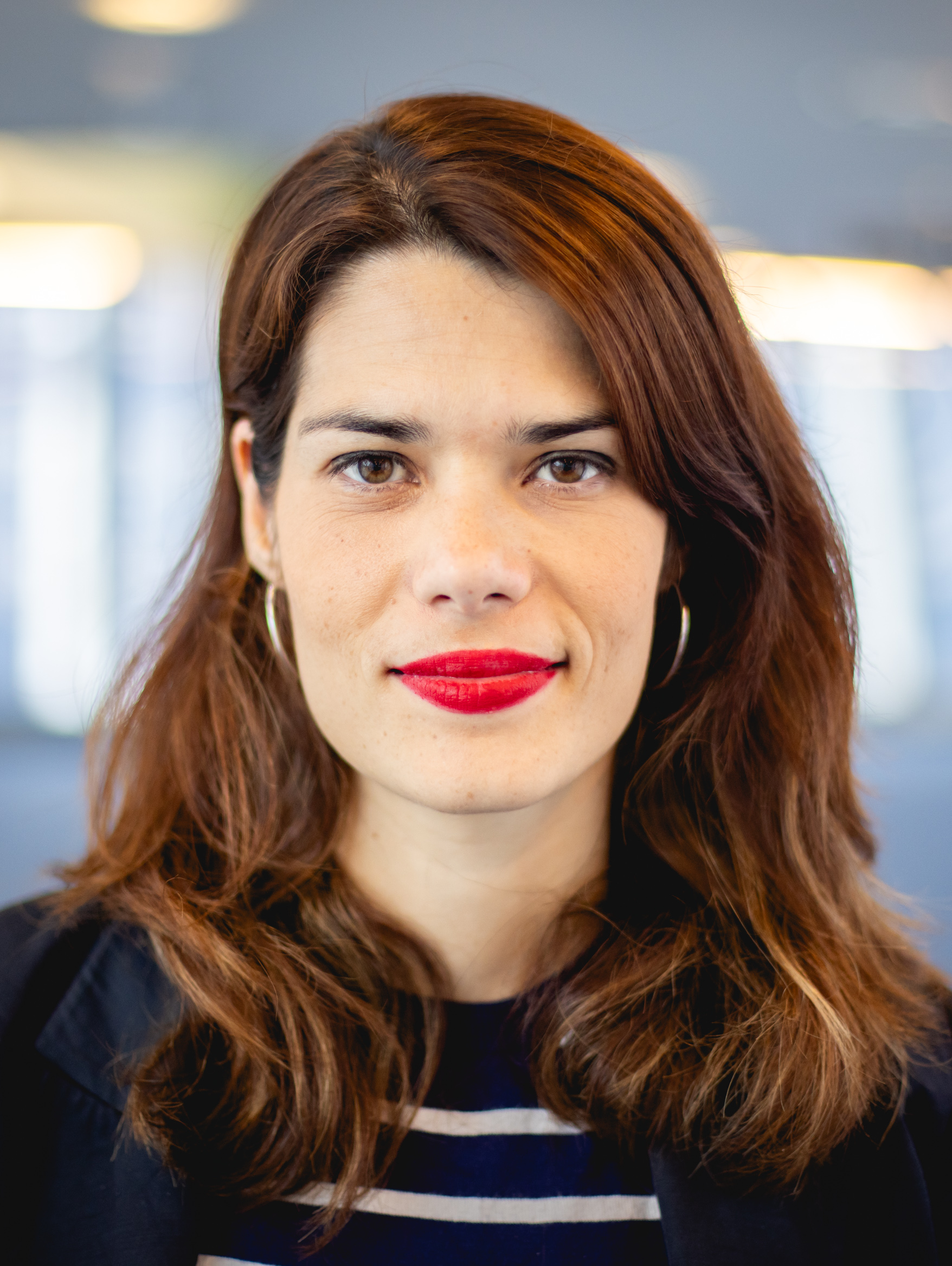
Isabel Serra Sánchez

Isabel Serra Sánchez (* 15. August 1989 in Madrid) ist eine spanische Philosophin, Aktivistin und Politikerin.

## Biografie
Sie studierte Philosophie und machte anschließend einen Master-Abschluss im Fach Internationale Wirtschaft und Entwicklung an der Universidad Complutense de Madrid. Sie nahm während ihrer Studienzeit an der Studentenbewegung gegen den Bologna-Prozess teil und war Gründerin des Kollektivs Jugend ohne Zukunft (Juventud Sin Futuro), sowie Teilnehmerin am 15. Mai. Zwischen 2010 und 2018 war sie Mitglied der Antikapitalisten.
Im Jahr 2013 trat sie in der vierten Folge der ersten Staffel der Dokumentarserie Vice Chinese Cock-block & European Meltdown des US-Senders HBO auf. In dieser Episode konnte man sehen, wie Serra und andere junge Leute Graffiti malten und Geldautomaten von Banken sabotierten.
Von Beginn an gehörte sie seit der Gründung im Jahr 2014 zu Podemos  und war Unterzeichnerin des Manifests „Mover ficha“.  Sie ist seit 2015 Teil der politischen Leitung von Podemos in der Autonomen Gemeinschaft Madrid.
Als Kandidatin für Podemos bei den Wahlen zum Parlament von Madrid 2015 wurde sie zur Abgeordneten der X. Legislaturperiode gewählt, in der sie stellvertretende Vorsitzende des Ausschusses für Sozialpolitik und Familie und die Sprecherin des Jugendausschusses war. Podemos hatte auf Anhieb 18,64 % der Stimmen und 27 Abgeordnete erhalten.
Als führende Vertreterin der antikapitalistischen Fraktion innerhalb von Podemos in Madrid, kandidierte sie im Dezember 2017 bei den Vorwahlen für das Generalsekretariat von Podemos Madrid, wobei sie dem ehemaligen Generalstabschef Julio Rodríguez unterlag.
Am 27. April 2018 verließ sie die Gruppe der Antikapitalisten wegen „Diskrepanzen mit einigen politischen und strategischen Entscheidungen“.
In einem internen Prozess wurde sie für die nächsten Wahlen 2019 zur Spitzenkandidatin von Unidas Podemos-Izquierda Unida-Madrid En Pie gewählt. Die Liste konnte ihre Ergebnisse der letzten Wahlen nicht wiederholen und gewann 2019 sieben Sitze. Zuvor hatte eine Gruppe um Íñigo Errejón die Partei verlassen und eine neue Gruppe in Madrid gegründet, die sich Más Madrid nannte. Das bedeutete für Podemos einen Verlust von 17,2 %. Sie kam nur noch auf 5,6 %.
Von Juni 2019 bis Mai 2021 war sie Sprecherin der Fraktion Unidas Podemos, Izquierda Unida, Madrid en Pie (Podemos – Izquierda Unida – Anticapitalistas – Bancada Municipalista – Madrid En Pie) und von Mai bis Juni 2021 der Fraktion Unidas Podemos (Podemos – Izquierda Unida) im Parlament von Madrid. Danach legte sie ihr Mandat nieder.

### Engagement gegen Wohnungsräumungen
2014 hatte sie an einer Demonstration gegen Wohnungsräumungen teilgenommen. Im Jahr 2018 wurde sie wegen der Teilnahme an dieser Demonstration wegen eines mutmaßlichen Vergehens gegen die öffentliche Ordnung angeklagt.
Isabel Serra bestritt die Vorwürfe. Sie war während der Demonstration nicht festgenommen worden, sondern erst lange Zeit danach habe sie eine Polizistin auf einem Foto erkannt. Damals war sie schon in öffentlicher Rolle tätig. Aussage stand gegen Aussage. Am 22. April 2020 verkündete das Tribunal Superior de Justicia de Madrid eine Strafe von 1 Jahr und sieben Monaten wegen verschiedener Delikte des Widerstandes gegen die Staatsgewalt. Zudem wurde eine Geldstrafe von 2400 € verhängt und ein Verbot, 19 Monate ein politisches Amt auszuüben. Am 29. September 2022 hat die Zivil- und Strafkammer des TSJM die Gefängnisstrafe ausgesetzt, da sie zuvor keine Straftaten begangen hätte und ihre Verurteilung weniger als zwei Jahre betrug. Jedoch bedeutete dieses Urteil, dass sie sich bis 2025 nicht zur Wahl stellen kann.

### Politische Beraterin
Derzeit arbeitet sie als Beraterin im Ministerium für Gleichstellung im Team der Ministerin Irene Montero. Sie ist zuständig für Fragen des Feminismus und internationale Beziehungen.

## Schriften
- Isabel Serra: "Que los pasos que demos juntas sean irreversibles". Ctxt, 21. Februar 2018; spanisch; abgerufen=2022-10-14
- Isabel Serra: "¿El feminismo está de moda?". Ctxt , 9. Januar 2018, spanisch; abgerufen=2022-10-14
- Isabel Serra, Beatriz Gimeno: "Juana Rivas y el derecho de las mujeres a la desobediencia". El Diario, 11. August 2017, spanisch; abgerufen=2022-10-14
- Isabel Serra:  "De qué hablamos cuando hablamos de unidad". El Diario, 29. November 2017; spanisch ; abgerufen=2022-10-14
- Isabel Serra: "La infancia olvidada". El Publico, 19. November 2016; spanisch; abgerufen=2022-10-14
- Isabel Serra, Laia Facet: "Más allá de gestos". Diagonal, 28. September 2016, spanisch, abgerufen=2022-10-14
- Isabel Serra: "Laponia y la promesa de un nuevo mundo". Viento Sur, 24. Juli 2013, spanisch; abgerufen=2022-10-14
- Isabel Serra:  "El movimiento estudiantil ante la crisis". Viento Sur, 2. Juli 2013; spanisch, abgerufen=2022-10-14